# Igreja de Nossa Senhora das Candeias

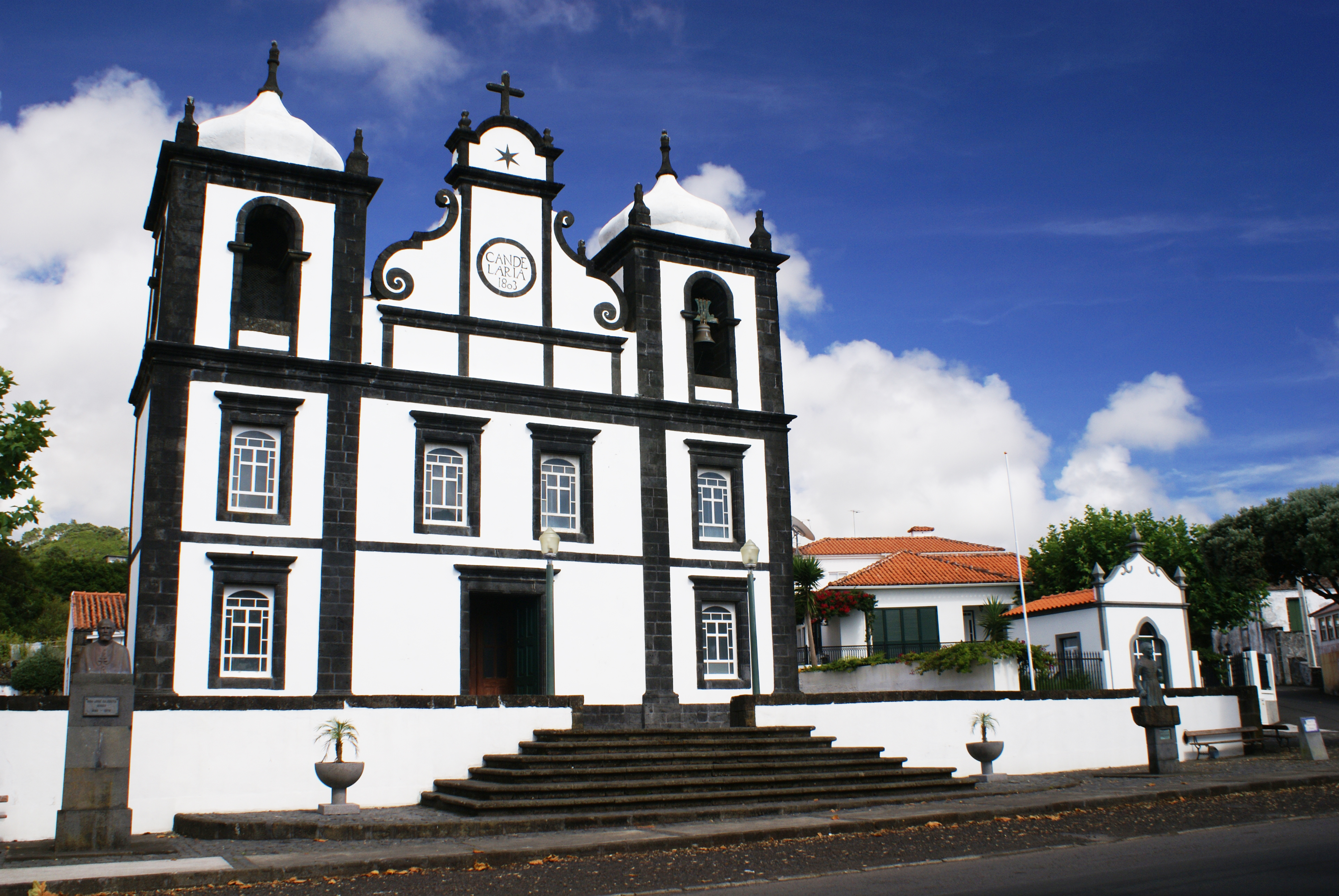
Igreja Paroquial de Nossa Senhora das Candeias, fachada.

A Igreja Paroquial de Nossa Senhora das Candeias é um templo cristão português que se localiza na freguesia da Candelária no concelho da Madalena, ilha do Pico, Açores, Portugal.
Este templo cuja construção recua ao século XVIII, mais precisamente ao ano de 1803, localiza-se no Largo da Igreja.
Atual Pároco: Pe. João Ponte

## Importantes Acontecimentos:
1 de fevereiro - Dedicação da Igreja;
Cantatas à Senhora das Candeias.
2 de fevereiro - Apresentação do Senhor;
Festa de Nossa Senhora das Candeias (Padroeira).

## Descrição
Igreja de nave única, com sacristias de ambos os lados ao fundo do corpo principal, baptistério no lado do evangelho e um túmulo no lado da epístola.
A frontaria é simétrica, organizada em três partes separadas por pilastras (parte central e torres sineiras que a ladeiam).
A parte central tem um portal ao centro encimado por duas janelas. É rematada por uma cornija (que se prolonga abraçando as torres) onde assenta uma cimalha e um frontão com enrolamentos, rematado por pináculos e por uma cruz em pedra. No interior do frontão existe uma moldura circular com a inscrição: "CANDE / LARIA / 1803".
As torres sineiras, de planta quadrangular, têm três vãos sobrepostos (os vãos dos sinos são em arco de volta perfeita peraltados sobre impostas). São rematadas por pináculos sobre os cunhais e encimadas por cúpulas bolbosas, facetadas, de secção octogonal, rematadas por um pináculo.
O imóvel é construído em alvenaria de pedra rebocada e pintada de branco, com excepção do soco, dos cunhais, das faixas, das pilastras, das cornijas, das molduras dos vãos e dos pináculos que são em pedra à vista. A cobertura é de duas águas em telha de aba e canudo.

## Elementos Datados
Inscrição numa moldura no frontão: "1803".

## Galeria

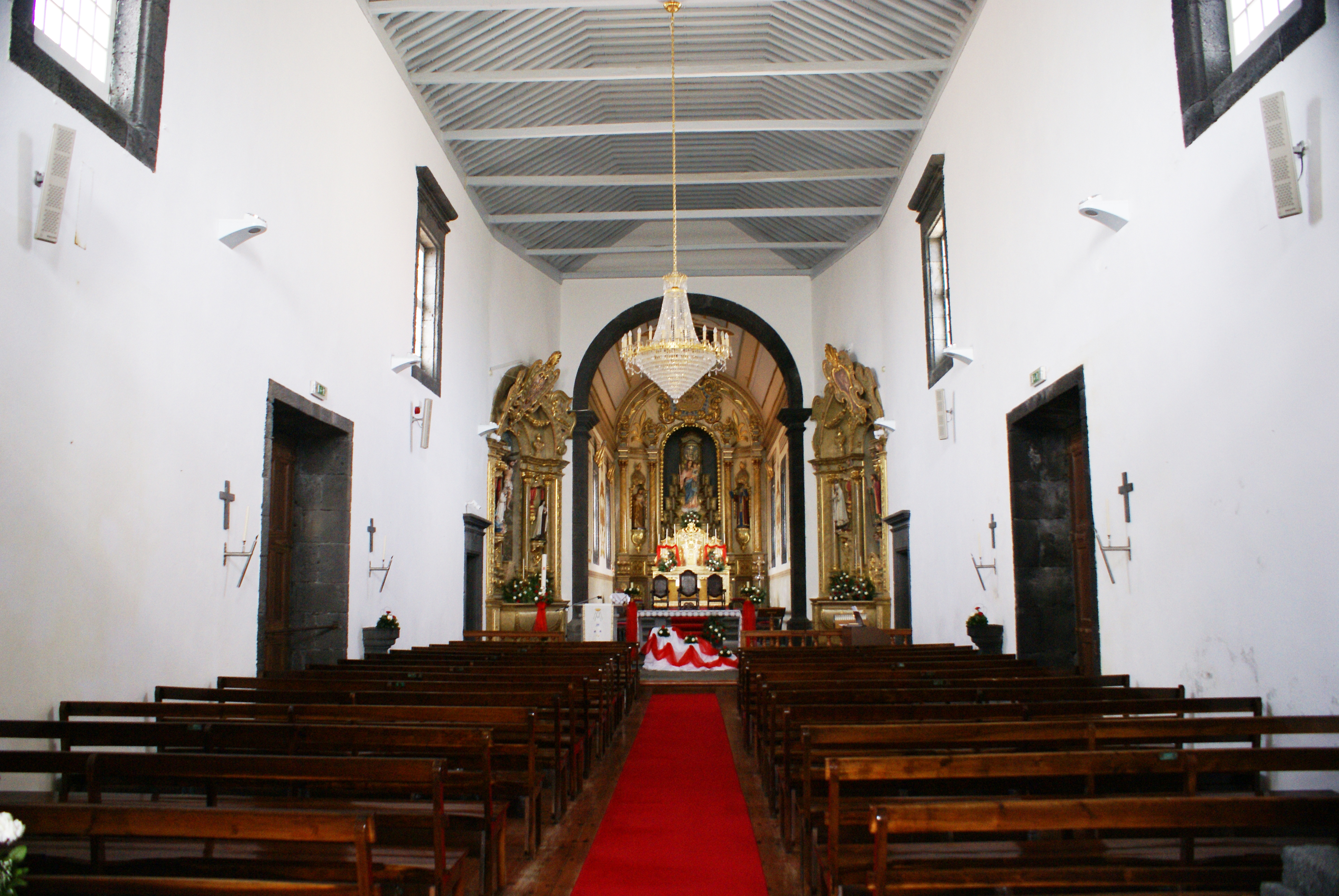
Igreja de Nossa Senhora das Candeias, nave
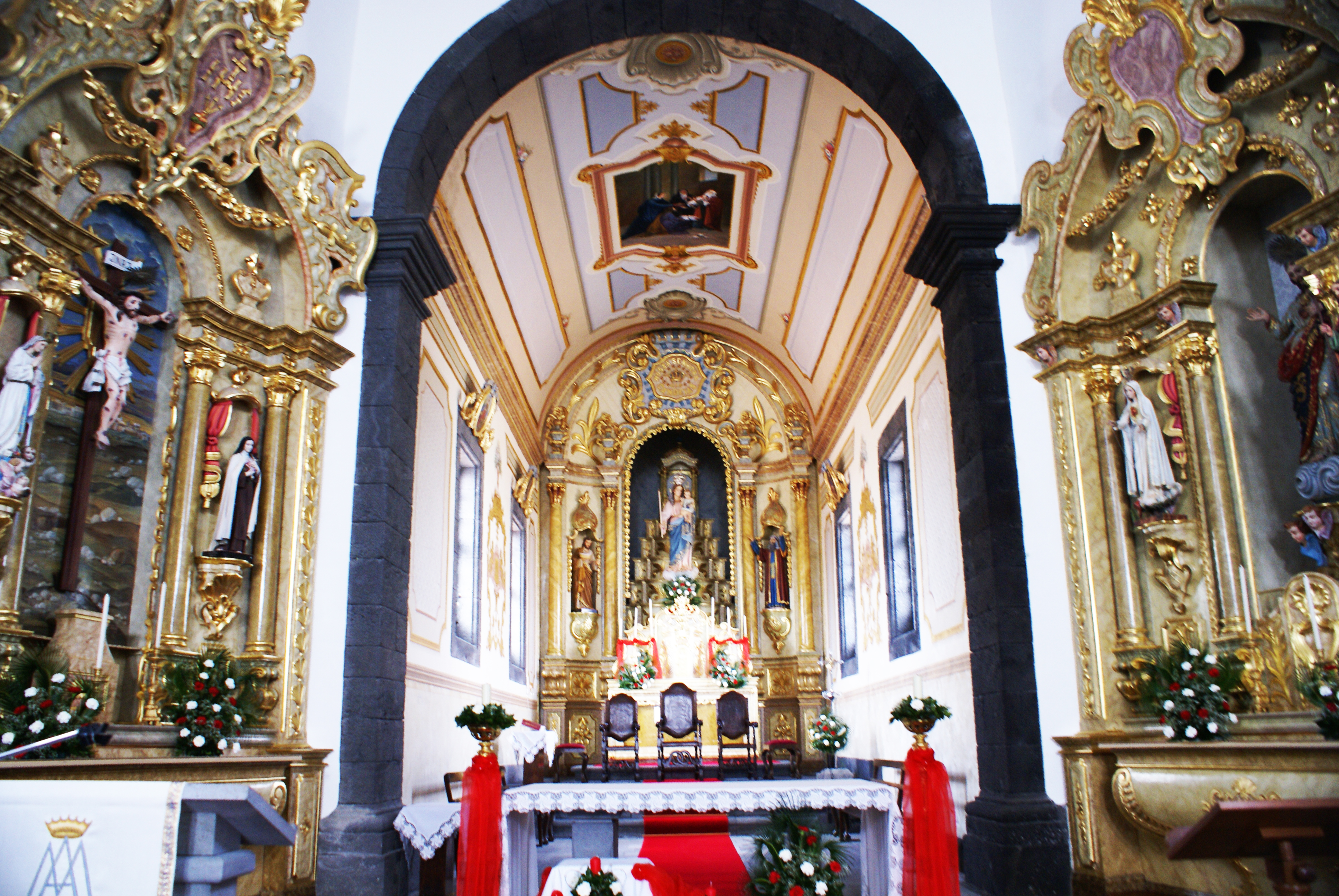
Igreja de Nossa Senhora das Candeias, altar mor

## Estado de Conservação
Bom

## Função Inicial
Igreja

## Função Atual
Igreja paroquial